# Ruch Solidarni w Wyborach
Ruch Solidarni w Wyborach (SwW) – polskie ugrupowanie polityczne o profilu chadeckim (działające jako stowarzyszenie, a następnie jako partia polityczna), istniejące w latach 1996–2001.

## Historia
Ruch został założony 6 marca 1996 przez część szefów wojewódzkich sztabów wyborczych byłego prezydenta Lecha Wałęsy, w większości dotychczasowych działaczy Bezpartyjnego Bloku Wspierania Reform (BBWR). Prezesem SwW został Jerzy Gwiżdż.
Członkowie ruchu utworzyli w Sejmie II kadencji koło poselskie pod nazwą „BBWR – Solidarni w Wyborach”, następnie jego nazwę zmieniono na „Porozumienie Prawicy – Solidarni w Wyborach” (w skład Porozumienia Prawicy wchodziły m.in. SwW i Ruch dla Rzeczypospolitej – Obóz Patriotyczny). Członkami koła poselskiego pod koniec kadencji byli posłowie z listy BBWR: Jerzy Gwiżdż (przewodniczący), Andrzej Gołaś i Jerzy Wuttke oraz wybrany z listy KPN Tadeusz Gąsienica-Łuszczek.
W 1996 SwW wszedł w skład Akcji Wyborczej Solidarność. W wyborach parlamentarnych w 1997 jego przedstawiciele kandydowali z listy AWS. Z rekomendacji tego ugrupowania do Sejmu weszli Jerzy Gwiżdż, Władysław Skrzypek, Edward Daszkiewicz, Mirosław Kukliński, Marek Kolasiński, Szymon Niemiec i należący do PChD Maciej Rudnicki. W latach 1997–2001 stowarzyszenie popierało rząd Jerzego Buzka. W międzyczasie przekształcono je w partię polityczną, przy czym część działaczy już w 1998 zasiliła RS AWS. W 2001 SwW weszło w skład Porozumienia Polskich Chrześcijańskich Demokratów i zakończyło samodzielną działalność.